# Bokashi (kỹ thuật in)

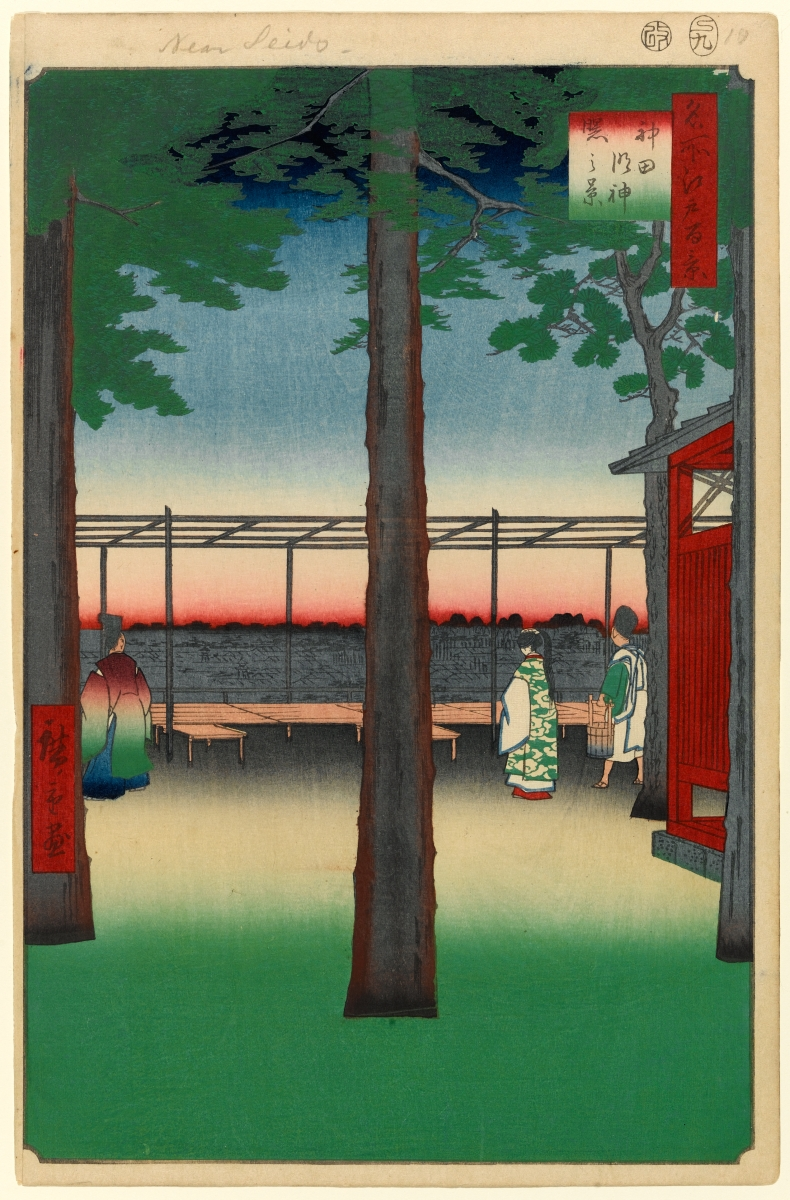
Hiroshige sử dụng bokashi ở tiền cảnh, ở chân trời, trên bầu trời, trên áo choàng của thầy tu, và trong hộp tiêu đề.

Bokashi (tiếng Nhật: ぼかし) là một kỹ thuật được sử dụng trong sản xuất in mộc bản Nhật Bản.  Để điều chỉnh độ sáng và tối (giá trị màu) của một màu hoặc nhiều màu bằng cách phân phối mực và áp bằng tay lên mộc bản đã được làm ẩm, thay vì chải mực đều trên khối. Việc dùng tay này được lặp đi lặp lại với mỗi bức in nên bokashi từng được coi là một kỹ thuật tốn kém.
Những nghệ sĩ tiêu biểu sử dụng bokashi trong các tác phẩm ukiyo-e thế kỷ 19 có thể kể đến là Hokusai và Hiroshige, sử dụng sắc tố xanh Prussian được điểu chỉnh phai dần khi miêu tả bầu trời và nước, tạo ra ảo ảnh về chiều sâu. Trong tác phẩm sau này của Hiroshige, ví dụ như loạt tác phẩm Một Trăm Thắng cảnh Edo, hầu hết các bản họa đầu tiên đều xuất hiện kỹ thuật bokashi, như cảnh bình minh chuyển từ đỏ sang vàng rồi đến xanh lam.

## Kỹ thuật
Phân phối mực có thể được tạo ra trực tiếp trên các mộc bản bằng kỹ thuật itobokashi hoặc chải bằng tay bằng fukibokashi. Chúng cũng có thể được thực hiện thủ công trên bản họa mà không cần sử dụng khối in.

### Fukibokashi
Fukibokashi cho phép mực được phân bố cho từng khối in. Đây không phải là một kỹ thuật chính xác; các bản in thường không có kết quả đồng nhất.
Kỹ thuật ichimonji bokashi (一文字ぼかし, "bokashi đường thẳng") gắn liền với các tác phẩm của Hokusai và Hiroshige. Mực chỉ được áp tại một đầu của bàn chải để có thể dễ dàng chọn những phần muốn in trên một mộc bản; Các khu vực cần in này trước tiên được làm ướt bằng một miếng vải zōkin, mực tiếp đó sẽ được áp theo những phần gỗ ẩm. Cho phép tạo ra màu phai dần cũng như để chuyển đổi màu, theo chiều rộng của bàn chải.

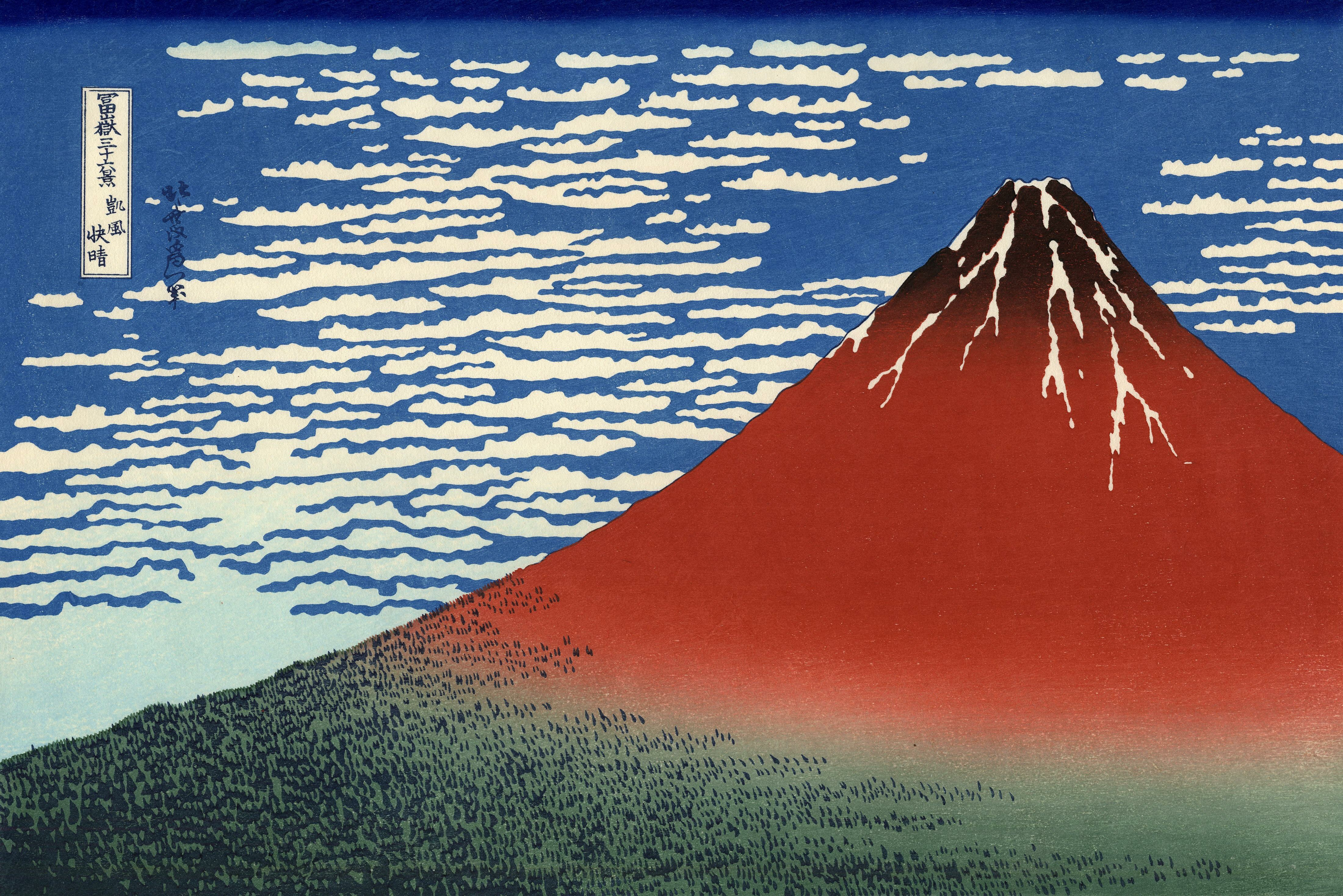
Phần tối của đỉnh núi Phú Sĩ là một ví dụ của hakkake bokashi.
Núi Phú Sĩ đỏ, Hokusai, k. 1830

Trong futa-iro bokashi (二色ぼかし) các cặp màu được sử dụng cùng lúc, bằng cách áp hai loại mực lên hai đầu đối diện của bàn chải. Trong hakkake bokashi một màu đầu tiên được trải đều, một mộc bản thứ hai có cấu trúc tương tự được sẽ được áp dụng hiệu ứng bokashi để in đè lên bản đầu; Kỹ thuật này được nhìn thấy trên đỉnh núi Phú Sĩ tối màu trong bức Núi Phú Sĩ đỏ của Hokusai.

### Itabokashi
Itabokashi, hay 'tạo khối bóng', là một kỹ thuật dùng để tạo ra các cạnh gợn sóng trên vùng màu. Bằng cách áp màu vào một khoảng lớn hơn một chút so với mức cần dùng, sau đó mài dần các cạnh để tạo sự mượt mà khi chuyển đổi giữa màu này sang màu kia. Kỹ thuật này thường được sử dụng với những họa tiết như đám mây và bóng râm.

### Trực tiếp bằng tay
Một số kỹ thuật được thực hiện bằng tay không, không sử dụng khối in và giữa các bản họa có sự khác biệt đáng kể.
Kumadori bokashi được sử dụng cho những chi tiết mịn hơn, chẳng hạn như xung quanh mắt, và yêu cầu người nghệ sĩ vẽ màu bằng bút lông lên vùng được làm ẩm trước; như với ichimonji bokashi, mực chảy hòa nước tạo nên sự chuyển đổi màu.
Atenashi bokashi cũng tương tự như vậy, các vùng cần được làm ướt trước khi được tô mực và được sử dụng cho các họa tiết như mây.

### Công trình được trích dẫn
- Salter, Rebecca (2001). Japanese Woodblock Printing. University of Hawaii Press. ISBN 978-0-8248-2553-9.